# Corneli Ceteg
Els Corneli Ceteg (llatí: Cornelii Cethegi) foren una família patrícia de la gens Cornèlia. La família és coneguda ja de ben antic. El nom derivaria d'una antiga manera d'utilitzar els braços nus: Lucà es refereix a un membre d'aquesta família dient: exsertique manus vesana Cethegi ('i aixecant les mans embogides de Ceteg').
Personatges destacats foren:
- Marc Corneli Ceteg, cònsol el 204 aC.
- Gai Corneli Ceteg, cònsol el 197 aC.
- Publi Corneli Ceteg, cònsol el 181 aC.
- Publi Corneli Ceteg, pretor el 184 aC.
- Marc Corneli Ceteg, cònsol el 160 aC.
- Luci Corneli Ceteg, polític del segle ii aC.
- Publi Corneli Ceteg, polític romà proscrit per Sul·la el 88 aC.
- Gai Corneli Ceteg, participant en la conjuració de Catilina el 63 aC.
- Servi Corneli Ceteg, cònsol el 24 dC.